# Грязново (Омская область)
Грязново — упразднённая деревня в Тарском районе Омской области России. Входила в состав Семёновского сельсовета. Упразднена в 1965 году.

## География
Деревня располагалась в 2 км к юго-западу от села Семёновка, на правом берегу реки Оша.

## История
Основана в 1726 г. В 1928 году заимка Грязнова состояла из 15 хозяйств. В административном отношении входила в состав Пушкаревского сельсовета Знаменского района Тарского округа Сибирского края. До 1950 г. в деревне действовал колхоз «Диктатура пролетариата», затем отделение колхоза имени Хрущева. В 1957 году колхоза переименован в «Октябрь». Решением исполкома Знаменского районного Совета депутатов трудящихся № 21 от 17 декабря 1965 года в связи с утратой административного значения населённых пунктов исключена из административного деления района деревня Грязново.

## Население
По данным переписи 1926 года на заимке проживало 70 человек (31 мужчина и 39 женщин), основное население — русские.